# Velko Iotov
Velko Nikolaev Iotov (Sofía, Bulgaria, 26 de agosto de 1970) es un futbolista búlgaro retirado. Jugaba de extremo izquierdo y participó con Bulgaria en la Copa Mundial de 1994.

## Trayectoria
Velko Iotov se formó en la escuela del PFC Levski Sofia. Fue subiendo peldaños hasta llegar al primer equipo, con el que ganó una Liga y dos Copas entre 1991 y 1993.  
En 1993 fue traspasado al Botev Plovdiv, aunque finalmente el equipo búlgaro prefirió revenderlo al RCD Español. El conjunto catalán sufría entonces una grave crisis económica y deportiva, tras su descenso a la Segunda División de España. El empresario José Manuel Lara, mecenas del club perico, se encargó del fichaje de Iotov, al que presentó como un futbolista "mejor que Stoichkov y más rápido que Gento".
En su primer año como blanquiazul, Iotov cumplió con las expectativas: con trece goles, fue el máximo anotador de su equipo, que logró el campeonato de Segunda y el ascenso a Primera. Su buen papel en la liga española hizo que incluso fuese convocado para participar con la selección de Bulgaria en Copa del Mundo de Estados Unidos.
La temporada 1994/95, sin embargo, su papel en el RCD Español pasó a un segundo plano. Utilizado como delantero de refresco, participó en 16 encuentros, pero solo cuatro como titular, y anotó un gol.
Esta situación hizo que en julio de 1995 aceptara la oferta del Newell's Old Boys. Jugó cuatro años en Argentina y luego se marchó a Estados Unidos, donde puso fin a su carrera tras jugar en el Charleston Battery y los Atlanta Silverbacks. Como homenaje a su paso por la prestigiosa institución argentina, en octubre de 2015, en la ciudad de Rosario, se formó la "Peña Leprosa Velko Iotov" que sella un pacto eterno entre el jugador y la popular hinchada rojinegra.
Tras retirarse, en 2004, obtuvo la licencia de entrenador, habiendo dirigido algunos campus infantiles de fútbol en Estados Unidos.

## Selección nacional
Con la selección absoluta de Bulgaria disputó ocho encuentros, en los que anotó dos goles. Formó parte del histórico combinado búlgaro que alcanzó las semifinales en el Mundial de 1994.
También fue internacional juvenil, sub-23 y olímpico con Bulgaria.

### Participaciones internacionales
| Torneo                         | Sede           | Resultado |
| ------------------------------ | -------------- | --------- |
| Copa Mundial de Fútbol de 1994 | Estados Unidos | Cuarto    |

## Clubes
| Club                 | País           | Año       |
| -------------------- | -------------- | --------- |
| PFC Levski Sofia     | Bulgaria       | 1989-1993 |
| PFC Botev Plovdiv    | Bulgaria       | 1993      |
| RCD Español          | España         | 1993-1995 |
| CA Newell's Old Boys | Argentina      | 1995-1999 |
| Charleston Battery   | Estados Unidos | 1999–2001 |
| Atlanta Silverbacks  | Estados Unidos | 2001-2004 |

## Palmarés

### Campeonatos nacionales
| Título                   | Club             | País     | Año  |
| ------------------------ | ---------------- | -------- | ---- |
| Copa de Bulgaria         | PFC Levski Sofia | Bulgaria | 1991 |
| Copa de Bulgaria         | PFC Levski Sofia | Bulgaria | 1992 |
| Liga                     | PFC Levski Sofia | Bulgaria | 1993 |
| Liga de Segunda División | RCD Español      | España   | 1994 |